# Азаровка (Могилёвская область)
Азаровка (бел. Азараўка) — упразднённый населённый пункт, бывшая деревня в составе Княжицкого сельсовета Могилёвского района Могилёвской области Республики Беларусь.

## Географическое положение
Ближайшие населённые пункты: Дробинщина, Булыжицы.

## Население
Население отсутствует.